# دوري السنغال الممتاز 2003-04
دوري السنغال الممتاز 2003-04 هو الموسم 39 من دوري السنغال الممتاز. كان عدد الأندية المشاركة فيه 20، وفاز فيه نادي دياراف.